# Cladonia spathulata
Cladonia spathulata är en lavart som beskrevs av Ahti. Cladonia spathulata ingår i släktet Cladonia och familjen Cladoniaceae.   Inga underarter finns listade i Catalogue of Life.